# Dudley (Pennsilvània)
Dudley és una població dels Estats Units a l'estat de Pennsilvània. Segons el cens del 2000 tenia 192 habitants.

## Demografia
Segons el cens del 2000, Dudley tenia 192 habitants, 79 habitatges, i 54 famílies. La densitat de població era de 195,1 habitants per quilòmetre quadrat.
Dels 79 habitatges en un 29,1% hi vivien nens de menys de 18 anys, en un 60,8% hi vivien parelles casades, en un 6,3% dones solteres, i en un 30,4% no eren unitats familiars. En el 25,3% dels habitatges hi vivien persones soles el 15,2% de les quals corresponia a persones de 65 anys o més que vivien soles. El nombre mitjà de persones vivint en cada habitatge era de 2,43 i el nombre mitjà de persones que vivien en cada família era de 2,93.
Per edats la població es repartia de la següent manera: un 21,9% tenia menys de 18 anys, un 6,8% entre 18 i 24, un 28,6% entre 25 i 44, un 28,6% de 45 a 60 i un 14,1% 65 anys o més.
L'edat mediana era de 40 anys. Per cada 100 dones de 18 o més anys hi havia 92,3 homes.
La renda mediana per habitatge era de 33.393 $ i la renda mediana per família de 40.000 $. Els homes tenien una renda mediana de 28.929 $ mentre que les dones 25.313 $. La renda per capita de la població era de 14.984 $. Cap de les famílies i el 4,5% de la població estaven per davall del llindar de pobresa.

## Poblacions més properes
El següent diagrama mostra les poblacions més properes.